# Parafia Najświętszego Serca Pana Jezusa i św. Jana Bosko w Katowicach
Parafia Najświętszego Serca Pana Jezusa i św. Jana Bosko w Piotrowicach – rzymskokatolicka parafia w dekanacie Katowice-Piotrowice archidiecezji katowickiej.  Liczy 8000 wiernych.

## Historia
Piotrowice pierwotnie należały do parafii w Mikołowie. W 1928 roku rodzina Żychoń podarowała 1,25 ha oraz dom na rzecz parafii Mikołów. Budowę rozpoczęto 30 lipca 1930 roku. Czuwał nad nią ks. Anastazy Muża. Z powodu niewystarczających środków finansowych postanowiono wybudować tymczasowo kościół drewniany. Poświęcenia kościoła dokonał 26 października 1930 r. infułat Wilhelm Kasperlik. W następnych latach biskup katowicki ustanowił kurację (1 maja 1931) i parafię (1 listopada 1936). W 1936 roku liczba wiernych wynosiła 10 tys. W 1956 roku, ks. Muża ponowił przygotowania. Niestety wobec braku zezwolenia na budowę, jego następca ks. Waldemar Dekiel część zgromadzonych środków przeznaczył na przebudowę dotychczasowego prezbiterium.
Starania kurii w 1970 roku zaowocowały i otrzymano pozwolenie na budowę kościoła. Architekturę zaprojektował inż. Karol Gierlotka, część konstrukcyjną inż. Franciszek Klimek.  Budowę murowanego kościoła rozpoczęto w 1974 roku. Poświęcenia nowej, północnej części dokonał 19 maja 1977 biskup Herbert Bednorz. Po poświęceniu rozebrano stary drewniany kościół. Wiosną 1978 r. rozpoczęto prace w części południowej świątyni. W 1979 roku zostały złączone obie części, tworząc jeden kościół. Poświęcenie całości odbyło się 15 grudnia 1979 przez biskupa H. Bednorza. Drugiego patrona, którym został św. Jan Bosko, ustanowił ks. W. Dekiel. Wnętrze kościoła było bardzo skromne - obraz Matki Boskiej Piekarskiej oraz mały krzyż stołowy obok tabernakulum.
Nowy proboszcz ks. Alojzy Drozd przy współpracy inż. K. Gierlotki, inż. Michała Kuczmińskiego oraz artysty rzeźbiarza Zygmunta Brachmańskiego opracowali przebudowę wnętrza kościoła. Prace rozpoczęto jesienią 1988 roku. Nowy ołtarz główny został poświęcony w marcu 1991 roku. W 1993 roku w obrębie parafii mieszkało 10 820 osób, w tym 10 500 katolików. We wrześniu 1994 roku  rozpoczęto kolejną przebudowę kościoła z powodu wad budowlanych, odmalowano także wnętrze. W 1995 roku wymieniono całkowicie dach kościoła i remont wieży. W 2001 roku ks. proboszcz Drozd, wybudował główny przedsionek, który umieszczono między skrzydłami kościoła. Obecnie świątynia składa się z dwuczęściowej nawy głównej oraz bocznej kaplicy poświęconej św. Janowi Bosko.
Cmentarz parafialny znajduje się na najwyższym wzniesieniu Piotrowic przy ul. Armii Krajowej, na granicy z Kostuchną.
W 2010 roku oddano do użytku przykościelny dom przedpogrzebowy.

## Proboszczowie
- 1929–1939 – ks. dr Muża Anastazy
- 1939–1943 – ks. dr Siara Aleksander
- 1943–1946 – ks. Zając Augustyn
- 1962–1986 – ks. Dekiel Waldemar
- 1986–2001 – ks. Drozd Alojzy
- 2001–2014 – ks. prałat  Andrzej  Morawski
- 2014 – ks. Józef Więcek (administrator)
- 2014–2021 – ks. Zdzisław Brzezinka
- od 2021 – ks. Marek Antoni Donnerstag